# Вулкан Новограбленова
Вулкан Новограбленова — згаслий вулкан на західному схилі Серединного хребта, у верхів'ях лівих приток річки Кутіна на півострові Камчатка, Росія.
Названий на честь Прокопія Трифоновича Новограбленова - одного з перших краєзнавців Камчатки і дослідників камчатських вулканів.
За формою це типовий щитовий вулкан. У географічному плані вулканічна споруда має дещо неправильну форму, найбільш розвиненими схилами є північно-західні, підніжжя яких перекрито вулканом Атласова, площа — 70 км², обсяг виверженого матеріалу 30 км³. Абсолютна висота
- 2000 м, відносна: західних схилів - 1500 м, східних - 150-200 м.
Вершина вулкана увінчується трьома невеликими шлаковими конусами, на вершинах яких є неглибокі, пологі кратери. Склад продуктів виверження представлений базальтами та андезито-базальтами. Діяльність вулкана відноситься до голоцену.
Вулкан входить до групи північного вулканічного району, серединного вулканічного поясу. Вулкан Новограбленова входить у Північний вулканічний район Камчатки, який замикає зону четвертинного вулканізму, утворюючи високогірну вододільну ділянку, обмежену на півдні басейнами річок Халгінчева та Озерна, на півночі верхів'ями річок Кахтани та Хайлюлі. Загальна довжина району становить 90 км, ширина від 25 до 50 км. Переважна більшість вулканів розташована ланцюгом у центральній, відносно вузькій та найвищій, біля водороздільної, частині хребта. Загалом тут налічується 31 вулкан, одним із яких є Новограбленова.
Вулкан Новограбленова немає на схилах льодовиково-екзараційних форм рельєфу. Вершинна вулкана, його кратерна вирва, останні лавові потоки добре збереглися. Тому зауваження С. П. Крашеніннікова про те, що "є багато вулканів і на північ від р. Камчатки, з яких одні лише димляться, а інші викидають вогонь", заслуговує на увагу. Не виключена можливість, що й нині деякі вулкани можуть бути у стадії фумарольної активності (Виноградов, Городов, 1966). Джерело: http://plate-tectonic.narod.ru/kam4atka11photoalbum.html